# Brusselse metrolijn 4
Metrolijn 4 is een geplande metrolijn in Brussels Hoofdstedelijk Gewest die in verschillende plannen een andere vorm aanneemt.

## Plangeschiedenis

### Oude plannen

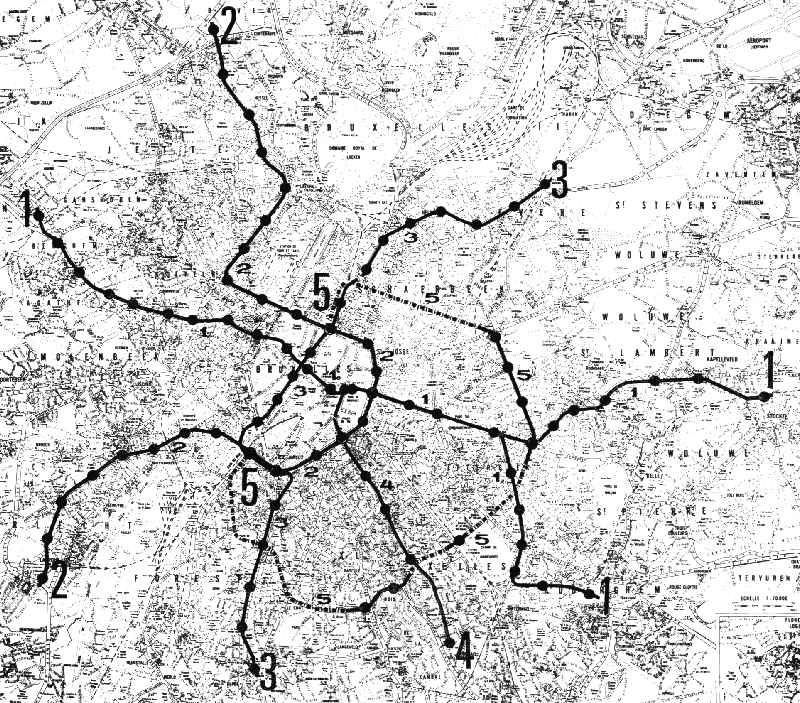
Kaart van het netwerk zoals het in 1969 was voorzien

In de plannen voor de Brusselse metro van 1969 was metrolijn 4 een korte lijn van het zuiden van Elsene via metrohalte Naamsepoort naar het stadscentrum (station Park). Deze lijn is nooit gebouwd.
In de plannen van 1975 zou een veel langere metrolijn 4 Dilbeek met Ukkel en Watermaal-Bosvoorde verbinden.
In een aantal oorspronkelijk als overstappunt gedachte premetro- of metrostations is een extra niveau voor deze lijn aanwezig:
- Anneessens-Fontainas (niveau -3) op metrolijn 3
- Louiza (niveau -3) of Naamsepoort[1] (niveau -3) op metrolijn 2

### IRIS 2

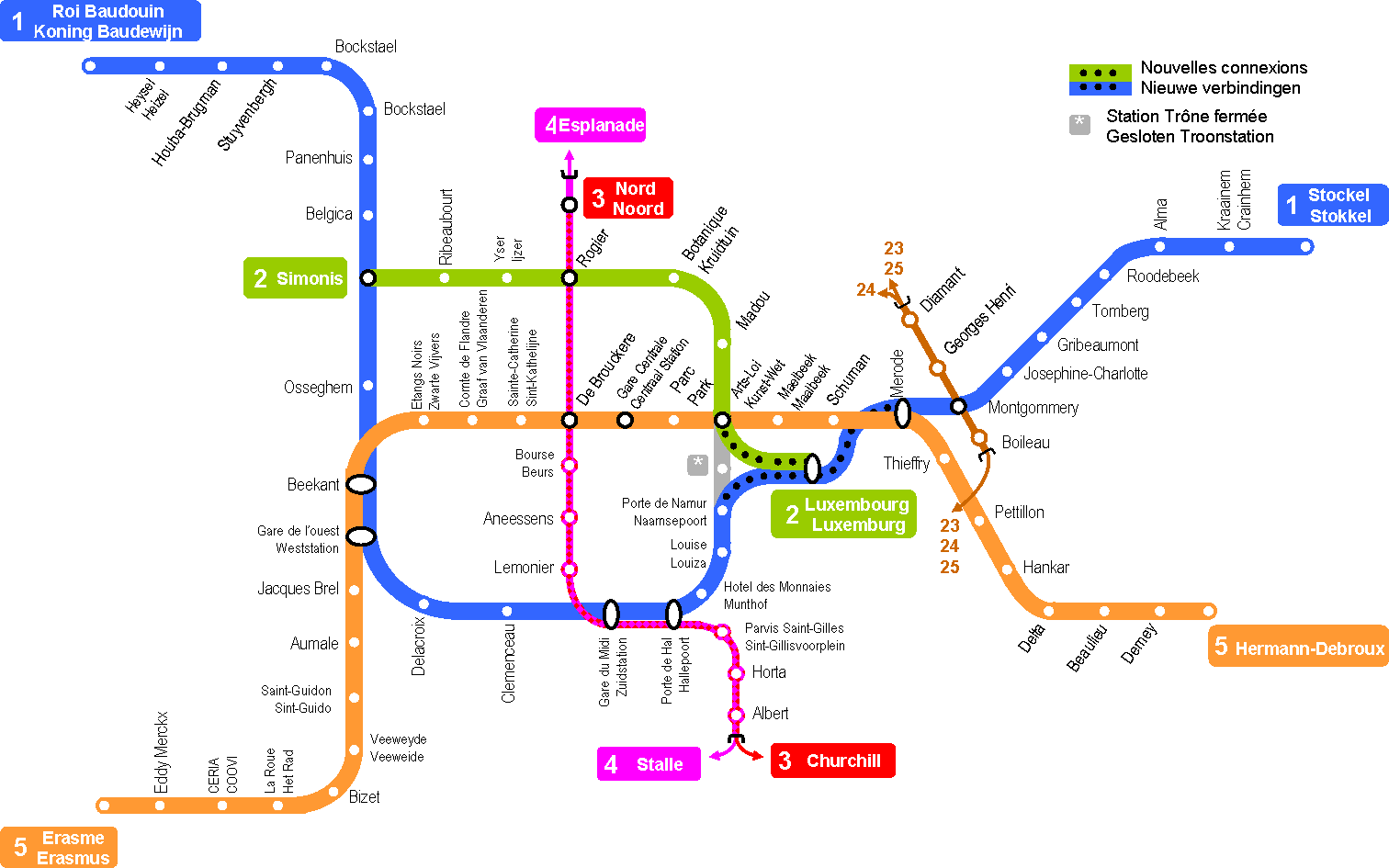
Mogelijke aanpassing van het metronetwerk voor metrolijn 4

In 2008 werd het IRIS 2-plan bekendgemaakt. Hierin werd opnieuw een metrolijn 4 voorzien die Simonis met Vanderkindere in Ukkel zou verbinden. Het traject zou wezenlijk verschillen van het oorspronkelijk idee uit 1969 (nu via Luxemburg Station in plaats van Naamsepoort). Men zou het reeds bestaande tracé Simonis - Kunst-Wet gaan gebruiken en van daar afbuigen naar Luxemburg Station om dan via Elsene (Cocq) en Sint-Gillis (Waterloosesteenweg) het eindstation Vanderkindere in Ukkel te bereiken. Omwille van de grote verschillen met de plannen van 1975 zouden de reeds voorziene perrons in de metrostations Anneessens, Louiza en Naamsepoort ongebruikt blijven en station Troon zou hierbij gesloten worden.
Eerdere plannen uit 2004 (vóór IRIS 2) voorzagen ook al aanpassingen naar het station Brussel-Luxemburg, maar deze werden voornamelijk gemaakt om metrolijn 1B te ontlasten.
In september 2010 werd door de Brusselse regering een akkoord bereikt over een vernieuwde versie van het mobiliteitsplan Iris 2. In het nieuwe mobiliteitsplan werd de bouw van metrolijn 4 niet bevestigd, in tegenstelling tot de nieuwe lijn 3.